# Русин, Дмитрий Леонидович
Дмитрий Леонидович Русин (род. 7 августа 1941 года) — советский и российский учёный, специалист в области химии и технологии высокомолекулярных соединений.

## Биография
В 1964 году окончил МХТИ имени Д. И. Менделеева. Там же до 2013 года на научно-преподавательской работе, доктор технических наук (2005), профессор (2001).
Направления исследований: Математическое моделирование и оптимизация процессов переработки энергоемких материалов. Создание энергоемких материалов нового поколения с улучшенными физико-механическими, реологическими и баллистическими характеристиками за счет направленной структурно-физической модификации и оптимизации параметров формования. Разработка эластичных огнепроводных шнуров с широким спектром скоростей передачи импульса, как элементов различных пиротехнических и пожаротушащих устройств. Разработка топлив для оживления нефтяных скважин, для аэрозольного пожаротушения, подушек безопасности.
Читает курсы лекций:
- Технология переработки энергонасыщенных материалов и изделий
- Теория технологических процессов
- Основы технологической безопасности производств энергонасыщенных материалов и изделий
- Управление качеством

Автор 417 научных публикаций и 39 изобретений.
Мастер спорта по волейболу.